# Hydroborierung
Die Hydroborierung ist eine Reaktion der organischen Chemie und wurde von Herbert C. Brown entdeckt und 1956 erstmals publiziert. Sie dient der Funktionalisierung von Alkenen und Alkinen. Die dabei entstehenden Alkyl- und Vinylborane können durch Oxidation zum Alkohol, durch Halogenierung oder durch eine Kupplungsreaktion weiter derivatisiert werden. Der Unterschied zur gewöhnlichen Hydratisierung bzw. Hydrohalogenierung von Olefinen ist, dass die durch die Hydroborierung und anschließende Derivatisierung eine Anti-Markownikow Selektivität erreicht wird. Oft wird zur Hydroborierung auch die anschließende Oxidation zum Alkohol dazugezählt. Diese beiden Reaktionsschritte sind jedoch klar voneinander zu trennen. Als Hydroborierung ist nur die Reaktion bis zum Alkyl- bzw. Vinylboran zu bezeichnen.
Die verwendeten Borhydride sind gute Reduktionsmittel und eignen sich unter anderem mit Alkoxidkatalyse auch zur Reduktion von Aldehyden und Ketonen. Ein häufig verwendetes Borhydrid ist das Pinacolboran. Für Kupplungsreaktionen wird die Pinacol Gruppe gerne mit MIDA oder TIDA Gruppen ausgetauscht.

## Übersicht
Das Borhydrid addiert mit jeder freien B-H Bindung an je ein Alken bzw. Alkin. Im Falle des Diborans B2H6 geschieht das bis zu dreimal. Ein Pinacolboran hingegen addiert nur einmal, da dort nur eine B-H Bindung vorliegt.
Nach der Addition des Borhydrids gibt es verschiedene Möglichkeiten, wie das Boran weiter umgewandelt werden kann. Im Falle eines Vinylogen Borans (Bild unten, linke Seite) kann mit der Oxidation durch Wasserstoffperoxid ein Vinylalkohol und nach Tautomerie ein Aldehyd gewonnen werden. Im Falle des Vinylboronsäurepinacol esters (R = H) kann das Olefin durch Methathesereaktion derivatisiert werden. Außerdem kann mit diversen Kupplungsreaktionen wie der Suzuki-Kupplung und der Zweifel Olefinierung der Boran Rest substituiert werden.
Bei einem Alkylboran (Bild unten, rechte Seite) wird durch Oxidation mit Wasserstoffperoxid ein primärer Alkohol gewonnen. Durch einen Radikalischen Mechanismus können durch Substitution auch organische Halogenverbindungen (mit Chlor, Brom und Iod) oder verschiedene Thio-/ Selenoether aufgebaut werden. Schlussendlich können auch Alkylborane mit verschiedenen Kupplungsreaktionen derivatisiert werden. In beiden Fällen der Kupplungsreaktion empfiehlt sich, dass R' ein sp2-hybridisiertes Kohlenstoffatom (Vinyl/Aryl) ist.
Weiterhin möglich ist eine Matteson Homologisierung. Dabei wird die Alkylkette eines Alkylborans um genau ein Kohlenstoffatom verlängert.
Die Boran Chemie wird unter anderem von der Aggarwal Gruppe in Bristol stark erforscht.

## Reaktionsmechanismus der Hydroborierung
Der Hydroborierungs Schritt verläuft konzertiert aber asynchron. Das bedeutet, dass die Reaktion in einem Schritt ohne isolierbare Intermediate abläuft, also Bor und Wasserstoff gleichzeitig an die Doppelbindung addieren. Trotzdem verläuft die Reaktion asynchron, das Wasserstoffatom hat also etwas mehr Abstand zum Alken als das Boratom. Die daraus resultierende positive Partialladung im Übergangszustand bestimmt die Anti-Markovnikov Regioselektivität. Die Stabilisierung der positiven Partialladung durch Hyperkonjugation des Kohlenstoffrests / den +I Effekt des Kohlenstoffrests senkt die Aktivierungsenergie für die Reaktion des Anti-Markovnikov Produkts leicht ab, was diese Reaktion beschleunigt (Arrhenius-Gleichung). Die Aktivierungsenergie für die Reaktion des Markovnikov-Produkts wird hingegen nicht herabgesetzt. Diese Reaktion ist langsamer. Der elektronische Effekt ist hauptverantwortlich für die Regioselektivität und kann durch Verwendung sterisch anspruchsvoller Borane wie 9-BBN noch verstärkt werden.

## Reaktionsmechanismus des Oxidationsschritts
Wie oben beschrieben bedeutet Hydroborierung im engeren Sinn oft nur den B-H Additions Schritt. Da der oxidative Schritt zum terminalen Alkohol oft mitgezählt wird, wird der Schritt hier auch besprochen.
Im ersten Schritt koordiniert ein Wasserstoffperoxid Anion an das Boran. Daraufhin kommt es zu einer Umlagerung. Dabei wird die Elektronendichte des σC-B Orbitals, dem HOMO, in das σ*O-O, das LUMO, verschoben. Die C-B Bindung und die O-O Bindung werden gebrochen und eine C-O Bindung wird gebildet.  Insgesamt ist das eine 1,2-Umlagerung. Anschließend wird der Boronsäureester in basischer, wässriger Lösung hydrolysiert.